# Autolisi
Autolisi (dal greco antico  αὐτο- auto: se stesso, e  λύσις, lysis: perdita, dissoluzione) è un processo biologico attraverso il quale una cellula si autodistrugge (cioè "digerisce" se stessa, a causa di certi enzimi), o perché non è più necessaria, o perché è malata e quindi c'è bisogno di prevenire un male maggiore.
L'autolisi cellulare è molto rara in condizioni normali, però è un processo che può essere indotto da: radiazioni, presenza di gravi danni nei tessuti (ad esempio necrosi), oppure ancora più semplicemente, per un processo interno autorigenerativo come può essere un digiuno prolungato.
- Alcune cellule vegetali possono assorbire troppa acqua o enzimi, tanto da provocare il danneggiamento strutturale di alcune sue parti.
- Negli animali, le cellule possono liberare i propri enzimi digestivi nelle membrane, cosicché la cellula è come se "digerisse" sé stessa (da fuori verso dentro).
- Anche la secrezione di un enzima specifico, l'"autolisasi", può causare un effetto di idrolisi cellulare autoindotto, distruggendo la struttura cellulare.

Non si deve confondere l'autolisi con i casi generici di "morte cellulare programmata", in modo particolare l'apoptosi.

## Definizione
L'autolìsi è il fenomeno per il quale si innesca il processo di degradazione dei tessuti dell'organismo, per mezzo di sostanze prodotte dal corpo stesso, ad azione fermentativa: ossia, gli enzimi, capaci di demolire le proteine, contenuti in piccole "sacche" (vacuoli) isolate delle cellule.
L'autolisi inizia in ogni cellula appena finiscono le attività vitali residue, proprie della morte intermedia, e inizia l'acidificazione. L'autolisi è uno dei processi più precoci di questo tipo e si può osservare isolatamente per breve tempo, perché viene subito coperto o complicato dall'innesco di altri processi più importanti, come la putrefazione.
In alcuni casi - anche preparati in laboratorio - si può osservare che cosa succede a un tessuto se si attua solo il processo di autolisi: si nota che il tessuto va in colliquazione, tende a sciogliersi, ad avere consistenza più liquida, come se fosse "digerito".
Al microscopio, sui reperti mortali, si nota il disfacimento della struttura cellulare. L'autolisi è più evidente nei surrene, in diversi distretti del fegato e dei muscoli.
Il processo di autolisi è ritardato nelle morti rapide di soggetti sani e dalle basse temperature, accelerato in morti per agonia o lunghe malattie e alte temperature. All'interno dei tessuti di ogni singola cellula, numerosissime sostanze sono demolite e degradate. Si distruggono le proteine che si degradano fino a liberare gli amminoacidi; i trigliceridi cominciano a essere demoliti dopo 36 ore; il colesterolo è più resistente, e rimane intatto anche per 12 giorni; dagli zuccheri si libera alcool e acido lattico.
L'autolisi è più veloce nel pancreas, nella mucosa gastrica e nella regione midollare del surrene; lenta nei tessuti connettivi; di velocità intermedia nel fegato, nel rene, nei muscoli e nel cervello.